# 北冰洋汽水
北冰洋汽水是北京的一個汽水品牌，于1956年开始生产，中间有过15年的中断，于2011年恢复生产。北冰洋汽水以一隻在冰天雪地中的北極熊作標記。

## 歷史
北冰洋汽水的歷史可溯至1936年成立的北平制冰廠，該廠於抗日戰爭期間被日軍徵用作貨倉，1949年中華人民共和國成立後被收歸國有並改名為「北京新建制冰廠」，1950年，該廠注冊其北冰洋商標和北極熊標記，當時其主要產品是冰棒和冰淇淋，1951年改名為「北京市食品廠」，1956年上海屈臣氏和它合併並帶來了兩部在1940年美國生產的汽水機，從此開始生產這4種汽水:
- 橙色:橙汁
- 黃色:桔汁
- 紫色:酸梅汁
- 無色:檸檬味蘇打水

當時的售價是一毛錢人民幣一支玻璃瓶裝汽水，不同於有些品牌的果汁汽水是用人造化學劑沖水而來，北冰洋果汁汽水是用天然果實蓉沖水，因此會有一些沉澱物。

## 停产
1979年，隨著中國大陸改革開放，大批外資企業進入中國，其中包括1981年進入中國的百事可樂，1994年，百事和北冰洋展開合作，每售賣一支北冰洋汽水就送一支百事可樂，百事漸漸得到北冰洋的控制權。
其實當時除了北冰洋，還有六個中國汽水品牌在和百事可樂及可口可樂的合作後被其停產消失，這在中國汽水業界被稱為「水淹七軍事件」。

## 恢复生产

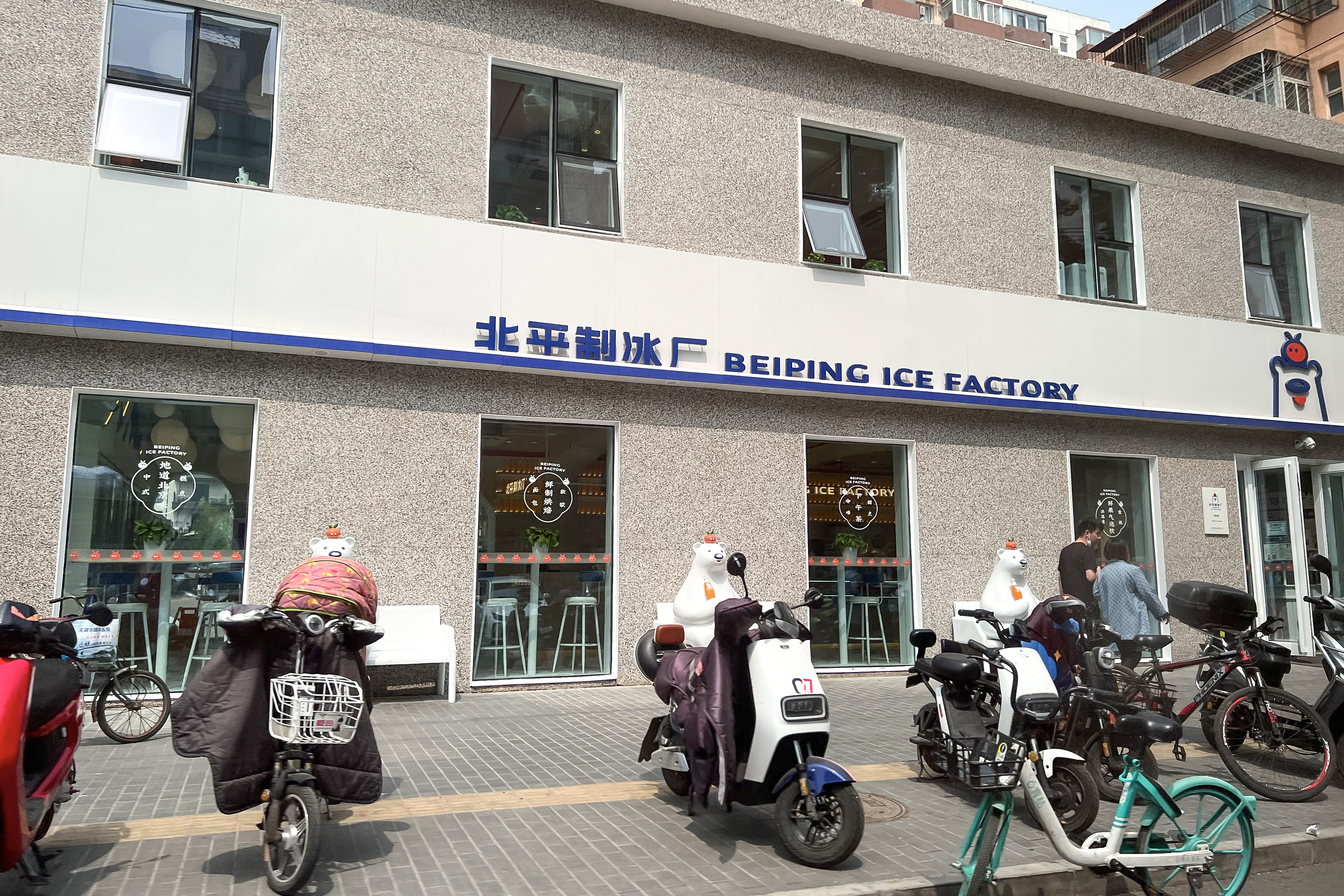
位于海淀区花园路街道的北平制冰厂体验店

2007年，經過和百事漫長的談判，北冰洋與之解約，但交换条件是中方在2011年1月底之前不以“北冰洋”品牌生产销售碳酸汽水和饮料，2010年得到義利公司注資成第二大股東，由2011年開始，北冰洋汽水再次生產出售，除了原有的玻璃瓶裝還有2013年推出的鋁罐裝以及2018年9月1日推出的PET瓶装。2018年6月1日，义利北冰洋（安徽）有限公司在马鞍山市正式投产，成为北冰洋第一个京外生产基地。

## 流行文化
- 2017年上映的中國大陸青春電視劇「春風十里，不如你」，當中有北冰洋橙汁汽水出場。

## 上市
2020年末，有媒體傳出北冰洋汽水或會上市的消息，但尚不能確定其真偽

## 外部連結
- 北冰洋汽水再度现身，有人说“全北京人都应该为此庆祝”（页面存档备份，存于）